# 佐藤俊介 (実業家)
佐藤 俊介（さとう しゅんすけ、1978年6月3日 - ）は、神奈川県出身の起業家、アーティスト。芸名のCEOセオで、ホリエモン＆CEOとして音楽活動したことがある。参政党アドバイザー。

## 来歴
神奈川県出身。日本大学理工学部建築学科に入学後、牛乳宅配営業のバイトで、関東地区トップ3の成績をおさめた。
2001年に日本大学理工学部建築学科卒業。新卒第一期生として入社したバリュークリックジャパン株式会社は、2004年にライブドアに買収され、ライブドア事件を起こすキッカケとなった。
2003年、株式会社ディーパーをバリュークリック時代の同僚とともに設立、取締役副社長COO就任。2006年インターネット広告の運用会社である株式会社エスワンオーを設立し、代表取締役社長CEOに就任。2007年、ファッションブランド「satisfaction guaranteed」創立。
2011年には、株式会社エスワンオーの広告部門を事業承継した株式会社エスワンオーインタラクティブ代表取締役会長に就任。同社を株式会社オプト（現株式会社オプトホールディング）へ売却。
2011年に、シンガポール移住。2012年4月に日本の経済産業省の主導によってシンガポールで行われた「APECイノベーションと貿易会議」の2日目午前に20分間の枠を与えられ、「ベンチャー企業からの視座」と題してFacebookの「いいね！」集めについて単独でスピーチした。
2013年には、SOCIAL GEAR PTE LTDを設立し、Founder & CEOに就任。翌年SOCIAL GEAR PTE LTDはFacebookの公式認定パートナーであるFacebook Marketing Partnersに認定。
サティスファクションギャランティードジャパン設立以後
株式会社エスワンオーからsatisfaction guaranteedのブランドを移管したSATISFACTION GUARANTEED PTE LTDの100％子会社である株式会社サティスファクションギャランティードジャパンによる経済産業省の平成25年度「クール・ジャパン戦略推進事業補助金」への応募が2013年7月に採択され、VENDOR satisfaction guaranteedと称して翌年2月から約1か月間、シンガポールに設置された次世代型自動販売機を通じて化粧品や雑貨などを販売したが、売り上げなどの目標を達成できず終了した。
ファッションブランドからブランドビジネスへと転換していたsatisfaction guaranteedと通販サイトFB良品の提携を、FB良品を主導していた当時の佐賀県武雄市長樋渡啓祐と合意し、2013年6月25日に佐藤は武雄市の市政アドバイザーに就任した。同年9月、株式会社サティスファクションギャランティードジャパンは株式会社SIIIS(後に分社して株式会社cotode)及び武雄市とともに任意団体「F&Bホールディングス企業連合」を構成。同団体と契約する自治体や団体が出店する通販サイトFB良品をJAPAN satisfaction guaranteedと改名させた。2014年8月8日付けでSATISFACTION GUARANTEED PTE LTDからS1O PARTNERS PTE LTD（本社：シンガポール、CEO：佐藤俊介）にマネジメント・バイ・アウトによるsatisfaction guaranteedブランド事業の譲渡を発表。F&Bホールディングス企業連合から同月末に撤退し、ブランドのライセンス期限を2014年内としたため、通販サイトも10月に自治体特選ストアとさらに改名された。佐藤はライセンス契約の解除とともに武雄市の市政アドバイザーを辞任した。
ライセンス契約解除後
2015年、世界に挑戦する若手ファッションブランドのコングロマリット企業としてBrand’s Right Handを設立し、代表取締役会長兼CEOに就任。海外に強い人気を誇るファッションブランド「D.TT.K」と「MURRAL」を買収。同年、電子コミックサイト「まんが王国」を運営する株式会社ビーグリーへ資本参画、取締役に就任。漫画家がニュースを描いて投稿するサービスについて佐藤は自身がプロデュースしたと明かしたが、以前から活動していた音楽グループと名称が同一であったため、協議の結果サービスの名称を変更するに至った。
2016年3月15日、株式会社サティスファクションギャランティードジャパンの解散を公告、清算されて登記が閉鎖された。
2016年、SOCIAL GEAR PTE LTDをトランスコスモス株式会社へ売却し、取締役CMOに就任。就任にあたり、自己資産で10億円分のトランスコスモスの株式を購入した。理由は『「本気でやる以上は全力でリスクを取る」という決意を表明しておこうと思ったのと、もともと起業家なので株を持ってない会社には全力を尽くせないと思ったから』。現在、同社イノベーション担当役員を兼任する。
2017年、俳優の山田孝之とともにライブコマースサービスを展開するミーアンドスターズ株式会社を設立し、代表取締役社長兼CEOに就任。

## 音楽活動
ホリエモン&CEO
- 配信
  - セケンテーfeat.banvox
  - NO TELEPHONE（2019/12/25）
  - TOKYO

佐藤は新型コロナウイルスのワクチンを接種していなかったことを理由に2022年7月に堀江から絶縁され、自身のTwitterで「ホリエモン＆CEOセオは解散となりました」と発表した。

## 略歴
- 2001年 - バリュークリックジャパン株式会社入社。
- 2003年 - 株式会社ディーパー設立。[疑問点 – ノート]
- 2006年 - 株式会社エスワンオー設立。
- 2010年[疑問点 – ノート] - ファッションブランド「satisfaction guaranteed」創立。
- 2010年 - SATISFACTION GUARANTEED PTE LTD設立。[疑問点 – ノート]
- 2011年 - SATISFACTION GUARANTEED PTE LTDに伊藤忠テクノロジーベンチャーズが出資。
- 2011年 - 株式会社エスワンオーインタラクティブを株式会社オプトへ売却。[疑問点 – ノート]
- 2011年 - シンガポールへ移住。
- 2012年 - 日本の経済産業省の主導で開催されたシンガポールの「APECイノベーションと貿易会議」2日目に20分間の枠で単独スピーチ[3]。
- 2013年 - SOCIAL GEAR PTE LTD設立。
- 2013年 - 株式会社サティスファクションギャランティードジャパンによる経済産業省の平成25年度「クール・ジャパン戦略推進事業補助金」への応募が採択される。
- 2013年 - JAPAN satisfaction guaranteedを開始。武雄市市政アドバイザーに就任。
- 2014年 - SOCIAL GEAR PTE LTD、Facebook Marketing Partnersプログラムに公式認定。カテゴリーは「コミュニティマネジメント」。
- 2014年 - JAPAN satisfaction guaranteedを終了。武雄市市政アドバイザーを辞任。
- 2015年 - 株式会社ビーグリーに資本参画、取締役に就任[疑問点 – ノート]。
- 2015年 - Brand’s Right Hand設立。
- 2016年 - SOCIAL GEAR PTE LTD、Facebook Marketing Partnersプログラムで2つ目のカテゴリー、「アドテクノロジー」において公式認定。
- 2016年 - SOCIAL GEAR PTE LTDをトランスコスモス株式会社へ売却。
- 2016年 - 株式会社サティスファクションギャランティードジャパンを解散。
- 2016年 - トランスコスモス株式会社取締役CMOに就任。
- 2017年 - ミーアンドスターズ株式会社設立、代表取締役社長兼CEOに就任。

## 受賞
- 2012年9月 - 第10回Webクリエーション・アウォード、Web人貢献賞